# Revolução de 17 de Julho
A Revolução de 17 de Julho foi um golpe de Estado sem derramamento de sangue que ocorreu no Iraque, liderado pelo general Ahmed Hassan al-Bakr, em 17 de julho de 1968, que levou o Ramo Regional Iraquiano do Partido Baath ao poder no país. Tanto Saddam Hussein, mais tarde presidente do Iraque, e Salah Omar al-Ali, mais tarde um dissidente baathista, foram os grandes responsáveis pelo golpe.
O Iraque, chegava há uma década sendo uma república, desde que a Revolução de 14 de Julho de 1958 derrubou a monarquia hachemita do rei Faiçal II. Nos últimos anos, vinha governando Abdul Rahman Arif. Até então, o movimento do Partido Baath se expandia por vários países do Oriente Médio; o referido levante de 17 de julho ocorreu quando os baathistas, apoiados por algumas facções do exército, tomaram o poder em um golpe.
Segundo o historiador Charles R. H. Tripp, o golpe perturbou o "sistema de segurança patrocinado pelos Estados Unidos estabelecido como parte da Guerra Fria no Oriente Médio. Parecia que qualquer inimigo do regime de Bagdá era um potencial aliado dos Estados Unidos".
Deste modo que ascendeu ao poder em Bagdá Ahmed Hasan al-Bakr com o apoio de Saddam Hussein. Ahmed governou no Iraque até 1979, quando se retirou para ceder a presidência para Saddam. O Partido Baath governou até uma invasão em 2003 liderada por forças americanas e britânicas, durante o qual o Partido Baath foi retirado do poder e o Iraque esteve sob uma ocupação militar por uma coalizão multinacional.